# Bahnhof Støren
Der Bahnhof Støren ist ein norwegischer Bahnhof in der Nähe der Tettsted Støren in der Kommune Midtre Gauldal im Fylke Trøndelag.
Im Bahnhof vereinigen sich die von Süden kommende Dovrebane und die Rørosbane, wobei erstere über Gudbrandsdalen durch Østlandet verläuft, während letztere durch Østerdalen führt. Nach Norden verlaufen beide Strecken zusammen auf der elektrifizierten Strecke bis zum rund 52 Kilometer weiter nördlich gelegenen Bahnhof Trondheim S.
Der Bahnhof liegt auf 66 moh., die Entfernung nach Oslo S beträgt 501,20 km. Die Entfernung nach Oslo S über Røros beträgt 510,37 km. Støren wird von Regionalzügen auf der Rørosbane und Schnellzügen auf der Dovrebane von SJ Norge bedient.

## Geschichte
Der Bahnhof wurde 1864 eröffnet, als die Trondhjem–Størenbane fertiggestellt war. Das Bahnhofsgebäude wurde von Georg Andreas Bull entworfen. Støren wurde 1877 von Süden her an die Rørosbane und 1921 an die Dovrebane angeschlossen. Gleichzeitig wurde auch die Spurweite von CAP-Spur auf Normalspur umgestellt.
Das Bahnhofsgebäude brannte im Zusammenhang mit den Feindseligkeiten im Zuge der Deutschen Besatzung im Frühjahr 1940 ab, bereits 1941 wurde ein neues Bahnhofsgebäude im Stil des Funktionalismus errichtet. Im Jahr 1952 wurde das Gebäude um ein Stockwerk aufgestockt und nach Süden erweitert. 1954 erhielt es einen neuen Anbau mit 6,5 Meter Länge, der ebenfalls nach Süden ausgerichtet ist.

## Bahnbetriebswerk Støren
Dem Bahnhof war ein Bahnbetriebswerk mit Lokschuppen und Drehscheibe angegliedert. Im Rahmen der Umspurarbeiten zwischen Trondheim und Støren wurde ab 3. September 1919 ein Dreischienengleis in Betrieb genommen und die Werkstatt im Schmalspurteil erweitert.
2022 wurde das völlig erneuerte Bahnbetriebswerk eröffnet. Das Werk kann alle relevanten Zugtypen für den Personenverkehr in Norwegen behandeln, einschließlich der neuen Hybridzüge für Trønderbanen Støren–Steinkjer (Norske tog Type 76). Die Werkstatt umfasst zwei Gleise mit Oberleitung und eine separate kombinierte Wasch- und Auftauhalle. Die Schienen in den Werkstatthallen sind auf Säulen auf einer 80 Zentimeter dicken Betongrundplatte montiert. Darüber hinaus sind Hubböcke installiert, die beim Drehgestellwechsel 120 Meter lange Zugverbände anheben können. Die Deckenhöhe in der Werkstatt beträgt etwa 16 Meter, allein die Traversen messen 4,25 Meter.
Darüber hinaus gibt es ein Nebengebäude mit Verwaltungsräumen, ein Übernachtungsgebäude für Zug- und Lokpersonal, ein Technikgebäude sowie ein neues Lager- und Logistikgebäude. Die Bauarbeiten begannen im September 2020, das Werk ist an SJ Norge vermietet.